# Pyrrhae Fossae
Oti Fossae és una estructura geològica del tipus fossa a la superfície de Mart, situada amb el sistema de coordenades planetocèntriques a -27.7 ° de latitud N i 340.4 ° de longitud E. Fa 430 km de diàmetre. El nom va ser fet oficial per la UAI el nou de febrer de 2016 i pren el nom d'una característica d'albedo.